# Grantchester
Grantchester es un pueblo sobre Río Cam en Cambridgeshire, Inglaterra. Está listado en el Domesday Book como Grantesete y Grauntsehe.
Turistas y estudiantes frecuentemente viajan desde Cambridge, en bote, para comer pícnic en los prados o en un jardín de té llamado The Orchard (La Huerta). En 1897 un grupo de estudiantes de Cambridge persuadieron al propietario de Orchard House de servirles té y, desde entonces, se convirtió en una práctica regular. Entre los huéspedes de Orchard House se cuenta el poeta Rupert Brooke, quien más tarde se trasladó al vecino Old Vicarage. En 1912, mientras se encontraba en Berlín, escribiría su bien conocido poema The Old Vicarage, Grantchester. The Old Vicarage es, actualmente, el hogar de la científica de Cambridge Mary Archer y su esposo Jeffrey Archer.
Grantchester se dice que tiene la mayor concentración de ganadores del Premio Nobel, la mayoría de estos, probablemente, académicos en curso o retirados de la cercana Universidad de Cambridge.
El sendero peatonal hacia Cambrige, que corre al lado de los prados de Grantchester, es comúnmente llamado la rutina de Grantchester. Río arriba está Byron`s Pool (La Piscina de Byron), bautizada después de Lord Byron, de quién se dice que había nadado allí. La piscina está, actualmente, debajo de una represa moderna en el empalme del arroyo Bourn y el río Cam.
Grantchester es evocado en la canción Grantchester Meadows, en el álbum Ummagumma del grupo británico de rock Pink Floyd, cuyo líder, vocalista y guitarrista, David Gilmour, pasó parte de su infancia allí.-
- Datos: Q2511632
- Multimedia: Grantchester / Q2511632